# Gottlieb Göller
Gottlieb Göller (ur. 31 maja 1935 w Norymberdze, zm. 27 sierpnia 2004 w Bazylei) – niemiecki piłkarz i trener piłkarski.

## Kariera piłkarska
W swojej karierze piłkarskiej Göller grał w takich klubach jak: 1. FC Nürnberg, Bayern Hof, VfL Neustadt, Wormatia Worms i FK Pirmasens.

## Kariera trenerska
W swojej karierze trenerskiej Göller pracował w Afryce. Czterokrotnie prowadził reprezentację Togo i jeden raz Nigerii. był też trenerem nigeryjskiego Julius Berger FC.
Kadrę Togo Göller prowadził w Pucharze Narodów Afryki 1972, Pucharze Narodów Afryki 1984 i Pucharze Narodów Afryki 2000.